# Eryciniolia purpurapunctata
Eryciniolia purpurapunctata is een spinnensoort in de taxonomische indeling van de strekspinnen.
Het dier behoort tot het geslacht Eryciniolia. De wetenschappelijke naam van de soort werd voor het eerst geldig gepubliceerd in 1889 door Urquhart.